# Tim Russ
Tim Russ, all'anagrafe Timothy Darrell Russ (Washington, 22 giugno 1956), è un attore, regista e musicista statunitense, attivo in cinema, televisione e teatro, oltre che nel doppiaggio di videogiochi. È noto per aver interpretato il personaggio del capo della sicurezza Tuvok nella serie televisiva Star Trek: Voyager, del franchise Star Trek, di cui successivamente ha anche diretto alcune opere di fanfiction.

## Biografia
Il padre era un ufficiale dell'aeronautica, perciò Timothy, con i suoi fratelli Michael e Angela ha vissuto in diverse basi militari: in Alaska, a Taiwan, nelle Filippine e in Turchia. Si è diplomato alla Izmir High School in Turchia e alla Rome Academy di New York ed ha frequentato la Saint Edwards University e l'Università statale dell'Illinois.

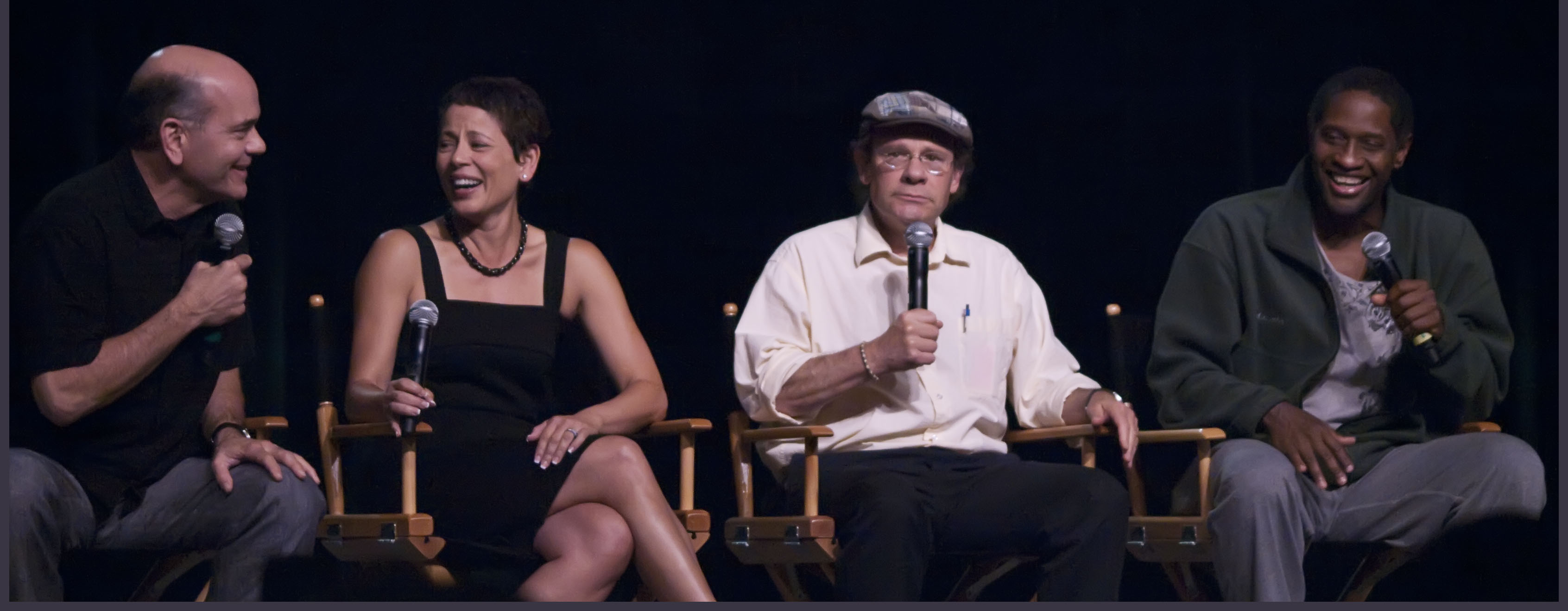
Tim Russ, ultimo da sinistra, a una tavola rotonda di Voyager del 2009, al fianco di Robert Picardo, Roxann Dawson ed Ethan Phillips

Dal 1992 entra a far parte del franchise di fantascienza Star Trek, interpretando vari personaggi, quali: il mercenario Devor, nell'episodio Per un pugno di Data (A Fistful of Datas, 1992) della serie The Next Generation; il Klingon T'Kar, nell'episodio Il simbionte (Invasive Procedures, 1993) della serie Deep Space Nine; un anonimo tenente comandante umano della Flotta Stellare a bordo della plancia della USS Enterprise NCC-1701-B, durante il suo viaggio inaugurale in cui James T. Kirk viene catturato dal Nexus nel film Generazioni (Star Trek: Generations, 1994).
Ma il suo ruolo principale nel franchise è legato soprattutto al personaggio del tenente comandante Tuvok, addetto alla sicurezza a bordo dell'astronave USS Voyager NCC-74656, in 168 episodi della serie Voyager. Tim Russ inoltre lo impersona, nell'universo dello specchio, anche nell'episodio Sisko nello specchio (Through The Looking Glass, 1995) della serie Deep Space Nine; nell'episodio Dominio (Dominion, 2023) della serie Star Trek: Picard; nel film direct-to-video Star Trek: Of Gods and Men (2007); nel cortometraggio Star Trek the Tour (2008); nel film fanfiction Star Trek: Renegades (2015). Gli presta poi la voce nel film di animazione Borg War (2006) e nei videogiochi Star Trek: Voyager - Elite Force (2000), Star Trek: Elite Force II (2003) e Star Trek Online (2010).
In seguito l'attore ha prestato la voce anche per alcuni audiolibri del franchise e ha diretto numerose opere, tra cui alcune del franchise di Star Trek, compresi film e serie fanfiction, quali: l'episodio Testimone oculare (Living Witness, 1998) della serie Voyager; il film direct-to-video Star Trek: Of Gods and Men (2007); il citato film Star Trek: Renegades.
Ha preso inoltre parte a numerosi fim e serie televisive, tra cui Ai confini della realtà, Storie incredibili, E.R. - Medici in prima linea, Melrose Place, Il giustiziere della notte 4, La bella e la bestia e Balle spaziali.
È apparso in numerose produzioni teatrali, tra cui Romeo e Giulietta, Come vi piace e La dodicesima notte di William Shakespeare. Ha inoltre interpretato il ruolo di Birdman nel videogioco di DICE Mirror's Edge Catalyst. Ha prodotto numerosi film e inciso, come cantante, i CD Only a Dream in Rio, Tim Russ, Kushangaza e Brave New World.
Nel 2018 compare nell'episodio Il lato oscuro della Luna (Dark Side of the Moon) della terza stagione della serie televisiva Supergirl, con protagonista la kryptoniana Kara Zor-El (Melissa Benoist) e parte dell'universo Arrowverse della DC Comics. Vi interpreta il kryptoniano Jul-Us, membro e capo del Consiglio Kryptoniano che governava il pianeta.

## Filmografia parziale

### Attore

#### Cinema
- Mississippi Adventure (Crossroads), regia di Walter Hill (1986)
- Tra due fuochi (Fire with Fire), regia di Duncan Gibbins (1986)
- Balle spaziali (Spaceballs), regia di Mel Brooks (1987)
- Il giustiziere della notte 4 (Death Wish 4: The Crackdown), regia di J. Lee Thompson (1987)
- Pulse - Scossa mortale (Pulse), regia di Paul Golding (1988)
- Bird, regia di Clint Eastwood (1988)
- Priorità assoluta (Eve of Destruction), regia di Duncan Gibbins (1991)
- Night Eyes II, regia di Rodney McDonald (1992)
- Mr. sabato sera (Mr. Saturday Night), regia di Billy Crystal (1992)
- Combinazione finale (Final Combination), regia di Nigel Dick (1994)
- Generazioni (Star Trek: Generations), regia di David Carson (1994)
- East of Hope Street, regia di Nate Thomas (1999)
- The Cabinet of Dr. Caligari, regia di David Lee Fisher (2005)
- Star Trek: Of Gods and Men, regia di Tim Russ - direct-to-video (2007)
- Unbeatable Harold, regia di Ari Palitz (2006)
- Prima o poi s...vengo! (The Oh in Ohio), regia di Billy Kent (2006)
- Die Hard - Vivere o morire (Live Free or Die Hard), regia di Len Wiseman (2007)
- The Midnight Sky, regia di George Clooney (2020)

#### Televisione
- Hunter – serie TV, 1 episodio (1985)
- Samaritan: The Mitch Snyder Story – serie TV (1986)
- Casebusters – serie TV (1986)
- Storie incredibili (Amazing Stories) – serie TV, 1 episodio (1986)
- Vietnam War Story – serie TV (1987)
- Starman – serie TV (1987)
- Timestalkers – serie TV (1987)
- Hill Street giorno e notte (Hill Street Blues) – serie TV (1987)
- Ai confini della realtà (The Twilight Zone) – serie TV (1985-1987)
- In famiglia e con gli amici (Thirtysomething) – serie TV (1987)
- Due come noi (Jake and the Fatman) – serie TV (1987)
- Police Story: Cop Killer, regia di Larry Shaw – film TV (1988)
- Il giustiziere della strada (The Highwayman) – serie TV (1988)
- Who Gets the Friends? – serie TV (1988)
- I quattro della scuola di polizia (21 Jump Street) – serie TV (1988)
- Roots: The Gift, regia di Kevin Hooks – film TV (1988)
- La bella e la bestia (Beauty and the Beast) – serie TV (1989)
- Alien Nation – serie TV (1989)
- The People Next Door (1989)
- Mancuso, F.B.I. – serie TV (1990)
- 8 sotto un tetto (Family Matters) – serie TV (1990)
- Freddy's Nightmares (Freddy's Nightmares: A Nightmare on Elm Street: The Series) – serie TV (1990)
- Cop Rock – serie TV (1990)
- Lifestories – serie TV (1991)
- Frammenti di un incubo (Dead Silence), regia di Peter O'Fallon – film TV (1991)
- The Heroes of Desert Storm, regia di Don Ohlmeyer – film TV (1991)
- Tequila e Bonetti (Tequila and Bonetti) – serie TV (1992)
- Willy, il principe di Bel-Air (The Fresh Prince of Bel-Air) – serie TV (1990-1992)
- Viaggio al centro della terra (Journey to the Center of the Earth), regia di William Dear – film TV (1993)
- I giustizieri della notte (Dark Justice) – serie TV (1993)
- Murphy Brown – serie TV (1993)
- Living Single – serie TV (1993)
- SeaQuest - Odissea negli abissi (SeaQuest DSV) – serie TV (1993)
- Star Trek: The Next Generation – serie TV (1993)
- Monty – serie TV (1994)
- Mr. Cooper (Hangin' with Mr. Cooper) – serie TV (1993-1994)
- Star Trek: Deep Space Nine – serie TV, episodi 2x04-3x19 (1993, 1995)
- Amara vendetta (Bitter Vengeance), regia di Stuart Cooper – film TV (1994)
- Melrose Place – serie TV (1994)
- Star Trek: Voyager – serie TV, 172 episodi (1995-2001) - Tuvok
- Spider-Man – serie TV (1997)
- Da un giorno all'altro (Any Day Now) – serie TV (2002)
- E.R. - Medici in prima linea (ER) – serie TV (2005)
- NCIS - Unità anticrimine (NCIS) – serie TV, episodi 3x22-21x08 (2006-2024)
- General Hospital – serie TV (2006-2007)
- Samantha chi? (Samantha Who?) – serie TV, 35 episodi (2007-2009)
- CSI: Miami – serie TV, episodio 8x21 (2010)
- ICarly – serie TV, 9 episodi (2007-2012)
- Hannah Montana – serie TV (2007)
- Star Trek: Of Gods and Men – webserie (2007)
- Suits – serie TV, 1 episodio (2011)
- Buona fortuna Charlie (Good Luck Charlie) – serie TV (2011)
- Castle – serie TV, episodio 6x05 (2013)
- Gortimer Gibbon's Life on Normal Street – serie TV (2015)
- Supergirl – serie TV, episodio 3x20 (2018)
- Le regole del delitto perfetto (How to Get Away with Murder) – serie TV, episodio 6x08 (2019)
- The Orville – serie TV, 1 episodio (2019)
- American Horror Story – serie TV, 1 episodio (2019)
- Star Trek: Picard – serie TV, episodi 3x07-3x10 (2023) - Tuvok

### Doppiatore

#### Cinema
- Borg War - direct-to-video (2006)
- The Slayer Chronicles - Volume 1, regia di Tim Russ (2021)

#### Televisione
- Ai confini della realtà - serie TV, episodi 1x03-2x10 (1985-1987)
- Spider-Man - L'Uomo Ragno (Spider-Man) - serie animata, episodio 4x11 (1997) - Prowler/Hobie Brown
- Divas of Novella, regia di Tim Russ - film TV (2008)
- Starship Farragut - The Animated Episodes - miniserie animata, episodio 1x02 (2010) - Tumar
- Sym-Bionic Titan - serie animata, 9 episodi (2010-2011) - Solomon
- iCarly - serie TV, episodio 4x09 (2011)

#### Videogiochi
- Star Trek: Voyager - Elite Force (2000)
- Star Trek: Elite Force II (2003)
- Roddenberry on Patrol (2003)
- Law & Order: Criminal Intent (2005)
- Lost Planet: Extreme Condition (2006)
- Lost Planet: Colonies (2008)
- Stormrise (2009)
- Marvel: Ultimate Alliance 2 (2009)
- Dragon Age: Origins (2009)
- Star Trek Online (2010)
- The Secret World (2012)
- Raitoningu ritânzu: Fainaru fantajî XIII (2013)
- The Elder Scrolls Online (2014)
- Fallout 4 (2015)
- Mirror's Edge Catalyst (2016)
- Mafia III (2016)
- Wolfenstein II: The New Colossus (2017)
- A Fairy's Game (2020)
- The Last of Us Parte II (2020)
- World of Warcraft: Shadowlands (2020)
- Horizon: Forbidden West (2022)

### Produttore
- East of Hope Street (1998)
- Roddenberry on Patrol (2003)

### Regista

#### Cinema
- The Heartbreak Cafe (1997)
- Psychic Investigators (2002)
- Roddenberry on Patrol (2003)
- Star Trek: Of Gods and Men - direct-to-video (2007)

#### Televisione
- Star Trek: Voyager - serie TV, episodio 4x23 (1998)
- Star Trek: Renegades - webmovie (2015)

### Sceneggiatore
- East of Hope Street (1998)

## Teatro (parziale)
- Romeo and Juliet
- As You Like It
- Twelfth Night, or What You Will

## Discografia parziale

### Album in studio
- 2000 - Tim Russ
- 2001 - Kushangaza
- 2003 - Brave New World
- 2007 - ....2nd Thoughts

### EP
- Only A Dream In Rio

### Audiolibri
- 1999 - Star Trek: Vulcan's Heart
- 2001 - Star Trek: Next Generation: The Genesis Wave
- 2003 - Star Trek - Next Generation: Genesis Force

## Riconoscimenti
- Behind the Voice Actors Awards
  - 2017 – Candidatura come miglior ensemble vocale in un videogioco per Mirror's Edge: Catalyst (condiviso con altri)
- Indie Series Awards
  - 2012 – Miglior regia – commedia per Bloomers
  - 2014 – Candidatura come miglior regia – commedia per Bloomers
- Indie Short Fest
  - 2019 – December Awards come miglior ensemble di recitazione per Ghost in the Gun (condiviso con altri)
- Pacific Southwest Emmy Awards
  - 2014 – Comunità/servizio pubblico (PSA) – spot singolo/campagna (condiviso con Nate Thomas)
- Telly Awards
  - 2019 – People's Telly per programmi TV/segmenti per Dick Dickster (condiviso con altri)

## Doppiatori italiani
Nelle versioni in italiano delle opere in cui ha recitato, Tim Russ è stato doppiato da:
- Stefano Mondini in Samantha chi?, Gortimer Gibbon - La vita a Normal Street, The Resident
- Gianni Bersanetti in Star Trek: Voyager (st. 5-7), Star Trek: Picard
- Roberto Draghetti in Die Hard - Vivere o morire, The Good Doctor
- Claudio Moneta in iCarly (2007), iCarly (2021)
- Paolo Marchese in NCIS - Unità anticrimine (ep. 3x22), NCIS: New Orleans
- Ivo De Palma in Ai confini della realtà
- Claudio Fattoretto in Balle spaziali
- Francesco Pannofino ne Il giustiziere della strada
- Simone Mori in Star Trek: Generazioni
- Maurizio Romano in Star Trek: Voyager (st. 1)
- Fabio Boccanera in Star Trek: Voyager (st. 2-4)
- Lucio Saccone in Prima o poi s...vengo!
- Ambrogio Colombo in Trust Me
- Teo Bellia in CSI: Miami
- Edoardo Siravo in Suits
- Nicola Braile in Buona fortuna Charlie
- Gerolamo Alchieri in Castle
- Guido Sagliocca ne Le regole del delitto perfetto
- Luca Graziani in 9-1-1
- Carlo Valli in Criminal Minds
- Mauro Magliozzi in 2151 - Minaccia aliena
- Roberto Fidecaro in The Orville
- Angelo Nicotra in The Midnight Sky
- Alessandro Ballico in NCIS - Unità anticrimine (ep. 21x08)

Da doppiatore è stato sostituito da:
- Raffaele Fallica in Fallout 4
- Mario Zucca in Mirror's Edge: Catalyst
- Danilo Bruni in Horizon Forbidden West
- Renzo Ferrini in LEGO Horizon Adventures